# ویتولد لوتوسوافسکی

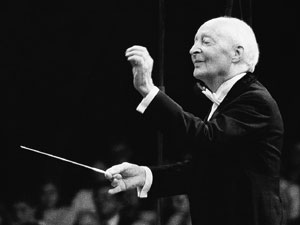
ویتولد لوتُسلاوسکی

ویتولد رومان لوتوسوافسکی (لهستانی: Witold Roman Lutosławski؛ ‏Polish: [ˈvitɔld lutɔsˈwafski] ()؛ ‏ ۲۵ ژانویه ۱۹۱۳ – ۷ فوریه ۱۹۹۴) موسیقی‌دان، آهنگساز و رهبر ارکستر اهل لهستان بود.

## برخی از آثار
- آوازهای کودکان
- کنسرتو ویلنسل
- دوبل کنسرتو برای اُبوا و هارپ
- کنسرتو برای ارکستر
- واریاسیون‌های سمفونیک
- سه‌نوازی برای سازهای بادی

## شنیدن آثار
- youtube
- lutoslawski deezer
- contemporary music